# Danny Green (basket-ball)
Pour les articles homonymes, voir Danny Green (homonymie) et Green.
Danny Green, né le 22 juin 1987 à North Babylon, dans l'État de New York, est un joueur américain de basket-ball. Il évolue aux postes d'arrière et d'ailier.

## Biographie

### Cavaliers de Cleveland (2009-2010)
En 2009, il est drafté en 46e position par les Cavaliers de Cleveland.
Lors de sa première saison, il dispute vingt rencontres et est parfois envoyé en D-League chez les BayHawks d'Érié.
Après avoir joué 20 matches lors de sa saison rookie, les Cavaliers se séparent de Green au début de la saison suivante.

### Spurs de San Antonio (2010-2017)

#### Saison 2010-2011
Le 17 novembre 2010, il signe chez les Spurs de San Antonio. Six jours plus tard, après avoir joué deux matches, il est coupé par les Spurs
En janvier 2011, il rejoint les Bighorns de Reno en D-League. En 16 matches avec les Bighorns, il tourne à 20 points et 7,5 rebonds par match.
En mars 2011, il signe de nouveau chez les Spurs qui l'envoient en D-League, chez les Toros d'Austin le 2 avril, et le rappellent le lendemain dans l'effectif.

#### Saison 2011-2012
En août 2011, il signe un contrat d'un an avec l'Union Olimpija avec une clause de sortie lorsque le lock-out NBA est terminé. Il revient chez les Spurs après la fin du lock-out. Durant cette saison, il est titulaire 38 fois sur 66 matches joués et termine avec une moyenne de 9,1 points par match. Il devient le titulaire des Spurs au poste d'arrière quand Manu Ginóbili est placé en sixième homme dans la rotation. Il termine la saison à la 9e position dans les votes pour le joueur de l'année ayant le plus progressé (Most Improved Player).

#### Saison 2012-2013
Le 11 juillet 2012, il prolonge son contrat avec les Spurs pour trois saisons et 12 millions de dollars. Lors de son premier match de la saison, il marque neuf points et fait deux contres, contribuant à la victoire des Spurs sur les Pelicans de La Nouvelle-Orléans. Le 1er novembre 2012, il marque 13 points dans la victoire contre le Thunder d'Oklahoma City. Puis, le 3 novembre, Green marque 21 points et aide les Spurs à battre le Jazz de l'Utah 110 à 100. Le 13 novembre 2012, il marque le panier de la victoire contre les Lakers de Los Angeles, terminant la rencontre avec 11 points.
À cause des blessures, il joue plus, intégrant le cinq majeur de son équipe. Il signe de belles performances, notamment à 3 points dont un 7/8 le 24 décembre 2012 contre les Mavericks, pour un total de 25 points. (Dans la même soirée le record de franchise de tirs à trois points a été battu avec 20/30 au total dans l'équipe, qui a gagné le match 129 à 91).
Le 6 février 2013, Green établit son record de points en carrière avec 28 unités et 8 paniers à trois points marqués dans la victoire contre les Timberwolves du Minnesota. Il était à un panier à trois points marqués du record de Chuck Person du plus grand nombre de tirs à trois points marqués dans un match par un joueur des Spurs.
Lors des Finales NBA 2013 contre le Heat de Miami, il bat le record NBA de tirs à trois points réussis sans un échec durant des finales avec 5/5 lors du 2e match remporté par les Spurs. Au match suivant, il finit meilleur marqueur de son équipe avec 27 points (dont 7 tirs primés) et son équipe bat le record NBA de paniers à trois points sur un match des finales avec 16 tirs réussis, dans la victoire 113 à 77 qui donne l'avantage aux Spurs 2-1 dans la série. Le 16 juin, dans le match 5, Green marque six trois points pour un total de 25 dans la série à ce moment,, effaçant des tablettes le précédent record de Ray Allen pour le plus grand nombre de 3 points inscrits dans l'histoire des Finales NBA qui en avait marqué 22 en six matches avec les Celtics de Boston en 2008. À la fin de la série, Green a marqué 27 tirs primés sur une série en sept matches, il efface également le record détenu jusque-là par Robert Horry du meilleur pourcentage de réussite à trois points sur une série en 7 avec 55,1 % mais les Spurs perdent la série en sept matches.

#### Saison 2013-2014
Le 12 janvier 2014, il se fait une fracture du deuxième métacarpe lors de la première mi-temps du match face aux Timberwolves du Minnesota. Le 3 février 2014, il revient à la compétition contre les Pelicans de La Nouvelle-Orléans.
Le 11 avril 2014, Danny Green bat son record de points inscrits dans un match en saison régulière avec 33 points contre les Suns de Phoenix dont un 12/17 aux tirs (7/10 à trois points).
Le 15 juin 2014, Green remporte son premier titre de champion NBA après que les Spurs aient battus le Heat de Miami 4 matches à 1 lors des finales NBA 2014. De ce fait, Green rejoint Michael Jordan et James Worthy en étant le troisième joueur des Tar Heels de la Caroline du Nord à remporter un titre NCAA et un titre NBA.

#### Saison 2014-2015
En septembre 2014, il choisit de changer de numéro et tronquer le numéro 4 pour le numéro 14 qu'il portait lors de ses années universitaires,.
Le 19 décembre 2014, Green réalise son meilleur match de la saison avec 27 points lors de la défaite des Spurs 119 à 129 après trois prolongations contre les Trail Blazers de Portland.
Le 13 avril 2015, en marquant trois paniers à trois points lors de la victoire contre les Suns de Phoenix, il bat le record de paniers à trois points réussis (191) par un Spurs sur la saison régulière détenu jusqu'ici par Chuck Person qui l'avait établi en 1996 à l'époque où la ligne des trois points étant encore à 6,70 m.

#### Saison 2015-2016
Le 14 juillet 2015, il resigne un contrat de 45 000 000 $ sur 4 ans avec les Spurs.
Le 6 janvier 2016, Green marque deux paniers à trois points contre le Jazz de l'Utah, portant son total avec les Spurs à 662, passe Bruce Bowen (661) et devient le deuxième meilleur marqueur de paniers à trois points dans l'histoire de l'équipe.
À la fin de la saison, il subit une opération aux yeux pour corriger sa vue.

### Raptors de Toronto (2018-2019)
Green et Kawhi Leonard rejoignent les Raptors de Toronto dans un échange contre DeMar DeRozan, Jakob Pöltl et un choix lors de la draft 2019 de la NBA. Les Raptors sont champions lors de la saison 2018-2019.

### Lakers de Los Angeles (2019-2020)
À l'intersaison 2019, Green rejoint les Lakers de Los Angeles avec un contrat de deux ans à 15 millions de dollars par saison. Il remportera son 3ème titre de champion au terme de la saison et rejoint le club très fermé des joueurs ayant gagné 3 titres dans 3 franchises différentes (seuls Robert Horry, John Salley et LeBron James l'ont fait). 

### 76ers de Philadelphie (2020-2022)
En novembre 2020, il est envoyé au Thunder d'Oklahoma City en échange de Dennis Schröder. Dans la foulée, il est transféré aux 76ers de Philadelphie en compagnie de Terrance Ferguson et en échange d'Al Horford.
Green se rompt les ligaments (collatéral fibulaire et croisé antérieur) du genou gauche lors des playoffs 2022.

### Grizzlies de Memphis (2022-2023)
Le soir de la draft 2022, il est envoyé vers les Grizzlies de Memphis avec le 23e choix de la draft contre De'Anthony Melton. Il reprend la compétition après sa blessure en février 2023 et joue 3 rencontres avec les Grizzlies.

### Cavaliers de Cleveland (2023)
En février 2023, dans un échange à plusieurs équipes, il est transféré aux Rockets de Houston. Il est coupé dans la foulée puis s'engage avec les Cavaliers de Cleveland pour une saison via un contrat à deux millions de dollars.

### Retour aux 76ers de Philadelphie (2023)
En août 2023, Green s'engage pour une saison avec les 76ers de Philadelphie. En octobre 2023, quelques jours après le début de la saison, James Harden, des 76ers, est envoyé aux Clippers de Los Angeles avec P. J. Tucker et Filip Petrušev, dans un échange contre Marcus Morris, Nicolas Batum, Robert Covington, Kenyon Martin Jr. et de plusieurs choix de draft. Danny Green est licencié pour que les 76ers restent sous le nombre maximum de joueurs sous contrat,.

## Palmarès
- 3 × Champion NBA en 2014 avec les Spurs de San Antonio, 2019 avec les Raptors de Toronto et 2020 avec les Lakers de Los Angeles.
- All Defensive Team 2017
- Champion de la Conférence Ouest en 2013, 2014 avec les Spurs de San Antonio et en 2020, avec les Lakers de Los Angeles.
- Champion de la Conférence Est avec les Raptors de Toronto en 2019
- Champion de la Division Southwest en 2011, 2012, 2013, 2014 avec les Spurs de San Antonio.
- Champion de la Division Pacifique en 2020 avec les Lakers de Los Angeles.
- Champion de la Division Centrale en 2010 avec les Cavaliers de Cleveland.

## Statistiques

### Universitaires
Les statistiques de Danny Green en matchs universitaires sont les suivantes :
| Saison    | Équipe           | Matchs | Titul. | Min./m | % Tir | % 3pts | % LF | Rbds/m. | Pass/m. | Int/m. | Ctr/m. | Pts/m. |
| --------- | ---------------- | ------ | ------ | ------ | ----- | ------ | ---- | ------- | ------- | ------ | ------ | ------ |
| 2005-2006 | Caroline du Nord | 31     | 0      | 15,3   | 43,3  | 35,5   | 79,2 | 4,81    | 1,06    | 0,68   | 1,03   | 7,45   |
| 2006-2007 | Caroline du Nord | 37     | 0      | 13,6   | 41,1  | 29,6   | 84,8 | 2,78    | 1,14    | 0,65   | 0,68   | 5,22   |
| 2007-2008 | Caroline du Nord | 39     | 1      | 22,3   | 46,9  | 37,3   | 87,3 | 4,95    | 1,97    | 1,23   | 1,15   | 11,46  |
| 2008-2009 | Caroline du Nord | 38     | 38     | 27,4   | 46,9  | 41,4   | 85,2 | 4,68    | 2,79    | 1,76   | 1,39   | 12,97  |
| Carrière  | Carrière         | 145    | 39     | 19,9   | 45,5  | 37,3   | 84,5 | 4,30    | 1,78    | 1,10   | 1,07   | 9,41   |

### Professionnelles
Légende :
| Champion NBA |

gras = ses meilleures performances

#### Saison régulière NBA
Statistiques de Danny Green en saison régulière
| Saison     | Équipe       | Matchs | Titul. | Min./m | % Tir | % 3pts | % LF | Rbds/m. | Pass/m. | Int/m. | Ctr/m. | Pts/m. |
| ---------- | ------------ | ------ | ------ | ------ | ----- | ------ | ---- | ------- | ------- | ------ | ------ | ------ |
| 2009-2010  | Cleveland    | 20     | 0      | 5,7    | 38,5  | 27,3   | 66,7 | 0,85    | 0,25    | 0,30   | 0,15   | 2,00   |
| 2010-2011  | San Antonio  | 8      | 0      | 11,4   | 48,6  | 36,8   | 0,0  | 1,88    | 0,25    | 0,25   | 0,12   | 5,12   |
| 2011-2012* | San Antonio  | 66     | 38     | 23,1   | 44,2  | 43,6   | 79,0 | 3,45    | 1,30    | 0,88   | 0,70   | 9,14   |
| 2012-2013  | San Antonio  | 80     | 80     | 27,5   | 44,8  | 42,9   | 84,8 | 3,05    | 1,76    | 1,15   | 0,68   | 10,47  |
| 2013-2014  | San Antonio  | 68     | 59     | 24,3   | 43,2  | 41,5   | 79,4 | 3,37    | 1,53    | 0,96   | 0,90   | 9,09   |
| 2014-2015  | San Antonio  | 81     | 80     | 28,5   | 43,6  | 41,8   | 87,4 | 4,23    | 1,95    | 1,25   | 1,07   | 11,68  |
| 2015-2016  | San Antonio  | 79     | 79     | 26,1   | 37,6  | 33,2   | 73,9 | 3,84    | 1,78    | 1,00   | 0,81   | 7,24   |
| 2016-2017  | San Antonio  | 68     | 68     | 26,6   | 39,3  | 38,1   | 84,4 | 3,25    | 1,82    | 1,06   | 0,84   | 7,31   |
| 2017-2018  | San Antonio  | 70     | 60     | 25,6   | 38,7  | 36,2   | 76,9 | 3,56    | 1,57    | 0,90   | 1,14   | 8,57   |
| 2018-2019  | Toronto      | 80     | 80     | 27,7   | 46,5  | 45,5   | 84,1 | 3,96    | 1,57    | 0,91   | 0,66   | 10,26  |
| 2019-2020  | L.A. Lakers  | 68     | 68     | 24,8   | 41,6  | 36,7   | 68,8 | 3,38    | 1,30    | 1,30   | 0,50   | 8,00   |
| 2020-2021  | Philadelphie | 69     | 69     | 28,0   | 41,2  | 40,5   | 77,5 | 3,80    | 1,70    | 1,30   | 0,80   | 9,50   |
| 2021-2022  | Philadelphie | 62     | 28     | 21,8   | 39,4  | 38,0   | 78,6 | 2,50    | 1,00    | 1,00   | 0,60   | 5,90   |
| Carrière   | Carrière     | 819    | 709    | 25,3   | 42,1  | 39,9   | 80,4 | 3,40    | 1,60    | 1,00   | 0,80   | 8,70   |

Note: * Cette saison a été réduite de 82 à 66 matchs en raison du Lock-out.

Mise à jour au 24 juin 2022.

#### Playoffs NBA
Statistiques de Danny Green en playoffs
| Saison   | Équipe       | Matchs | Titul. | Min./m | % Tir | % 3pts | % LF | Rbds/m. | Pass/m. | Int/m. | Ctr/m. | Pts/m. |
| -------- | ------------ | ------ | ------ | ------ | ----- | ------ | ---- | ------- | ------- | ------ | ------ | ------ |
| 2011     | San Antonio  | 4      | 0      | 1,8    | 33,3  | 25,0   | 0,0  | 0,25    | 0,00    | 0,25   | 0,25   | 1,25   |
| 2012     | San Antonio  | 14     | 12     | 20,7   | 41,8  | 34,5   | 70,0 | 3,21    | 1,07    | 0,50   | 0,71   | 7,36   |
| 2013     | San Antonio  | 21     | 21     | 31,9   | 44,6  | 48,2   | 80,0 | 4,14    | 1,52    | 1,05   | 1,10   | 11,10  |
| 2014     | San Antonio  | 23     | 23     | 23,0   | 49,1  | 47,5   | 81,8 | 3,00    | 0,91    | 1,39   | 0,74   | 9,26   |
| 2015     | San Antonio  | 7      | 7      | 29,1   | 34,4  | 30,0   | 66,7 | 3,14    | 2,14    | 1,00   | 1,00   | 8,29   |
| 2016     | San Antonio  | 10     | 10     | 26,7   | 46,9  | 51,1   | 66,7 | 3,10    | 0,70    | 2,10   | 0,80   | 8,60   |
| 2017     | San Antonio  | 16     | 16     | 27,2   | 40,5  | 34,2   | 57,1 | 3,50    | 1,44    | 0,62   | 0,94   | 7,75   |
| 2018     | San Antonio  | 5      | 5      | 20,6   | 26,7  | 25,0   | 0,0  | 2,20    | 0,20    | 0,20   | 0,80   | 4,20   |
| 2019     | Toronto      | 24     | 24     | 28,5   | 34,2  | 32,8   | 91,3 | 3,62    | 1,08    | 1,29   | 0,46   | 6,92   |
| 2020     | L.A. Lakers  | 21     | 21     | 25,0   | 34,7  | 33,9   | 66,7 | 3,10    | 1,20    | 1,00   | 0,80   | 8,00   |
| 2021     | Philadelphie | 8      | 8      | 24,9   | 43,8  | 37,8   | 0,0  | 2,60    | 2,60    | 1,10   | 1,00   | 7,00   |
| 2022     | Philadelphie | 12     | 12     | 26,6   | 40,4  | 40,8   | 0,0  | 3,10    | 0,80    | 1,00   | 0,30   | 8,60   |
| Carrière | Carrière     | 165    | 159    | 25,6   | 40,5  | 38,9   | 74,5 | 3,20    | 1,20    | 1,10   | 0,80   | 8,10   |

Dernière mise à jour le 24 juin 2022.

#### Saison régulière D-League
Statistiques en saison régulière de Danny Green
| Saison    | Équipe   | Matchs | Titul. | Min./m | % Tir | % 3pts | % LF | Rbds/m. | Pass/m. | Int/m. | Ctr/m. | Pts/m. |
| --------- | -------- | ------ | ------ | ------ | ----- | ------ | ---- | ------- | ------- | ------ | ------ | ------ |
| 2009-2010 | Érié     | 2      | 1      | 35,4   | 41,5  | 50,0   | 76,9 | 5,50    | 2,50    | 4,00   | 1,00   | 25,50  |
| 2010-2011 | Reno     | 16     | 15     | 37,4   | 45,1  | 43,4   | 79,5 | 7,50    | 2,56    | 1,38   | 1,00   | 20,12  |
| 2010-2011 | Austin   | 1      | 0      | 31,8   | 50,0  | 50,0   | 0,0  | 7,00    | 2,00    | 1,00   | 1,00   | 19,00  |
| Carrière  | Carrière | 19     | 16     | 36,9   | 44,8  | 44,9   | 79,1 | 7,26    | 2,53    | 1,63   | 1,00   | 20,63  |

## Records sur une rencontre en NBA
Les records personnels de Danny Green en NBA sont les suivants, :
| Record de la franchise |

| Type de statistique        | Saison régulière | Saison régulière                | Saison régulière | Playoffs | Playoffs                  | Playoffs      |
| Type de statistique        | Record           | Adversaire                      | Date             | Record   | Adversaire                | Date          |
| -------------------------- | ---------------- | ------------------------------- | ---------------- | -------- | ------------------------- | ------------- |
| Points                     | 33               | Suns de Phoenix                 | 11 avril 2014    | 27       | Heat de Miami             | 11 juin 2013  |
| Paniers marqués            | 12               | Suns de Phoenix                 | 11 avril 2014    | 9        | 2 fois                    | 2 fois        |
| Paniers tentés             | 25               | Heat de Miami                   | 12 janvier 2021  | 15       | 2 fois                    | 2 fois        |
| Paniers à 3 points réussis | 9                | Heat de Miami                   | 12 janvier 2021  | 7        | 3 fois                    | 3 fois        |
| Paniers à 3 points tentés  | 21               | Heat de Miami                   | 12 janvier 2021  | 10       | 4 fois                    | 4 fois        |
| Lancers francs réussis     | 9                | Rockets de Houston              | 28 décembre 2014 | 8        | @ 76ers de Philadelphie   | 5 mai 2019    |
| Lancers francs tentés      | 10               | Rockets de Houston              | 28 décembre 2014 | 8        | @ 76ers de Philadelphie   | 5 mai 2019    |
| Rebonds offensifs          | 6                | Heat de Miami                   | 12 janvier 2021  | 4        | 2 fois                    | 2 fois        |
| Rebonds défensifs          | 12               | @ Pacers de l'Indiana           | 9 février 2015   | 9        | Trail Blazers de Portland | 14 mai 2014   |
| Rebonds totaux             | 12               | 2 fois                          | 2 fois           | 9        | Trail Blazers de Portland | 14 mai 2014   |
| Passes décisives           | 7                | @ Clippers de Los Angeles       | 21 février 2013  | 8        | Hawks d'Atlanta           | 8 juin 2021   |
| Interceptions              | 5                | 6 fois                          | 6 fois           | 5        | @ Heat de Miami           | 10 juin 2014  |
| Contres                    | 6                | Pelicans de La Nouvelle-Orléans | 15 mars 2018     | 5        | @ Clippers de Los Angeles | 2 mai 2015    |
| Balles perdues             | 6                | 2 fois                          | 2 fois           | 4        | 2 fois                    | 2 fois        |
| Minutes jouées             | 52               | Grizzlies de Memphis            | 17 décembre 2014 | 46       | @ Raptors de Toronto      | 20 avril 2022 |

- Double-double : 5
- Triple-double : 0

Dernière mise à jour : 14 août 2022

## Salaires
Les gains de Danny Green en NBA sont les suivants :
| Saison      | Équipe                 | Salaire      |
| ----------- | ---------------------- | ------------ |
| 2009-2010   | Cavaliers de Cleveland | 457 588 $    |
| 2010-2011   | Spurs de San Antonio   | 94 154 $     |
| 2011-2012   | Spurs de San Antonio   | 854 389 $    |
| 2012-2013   | Spurs de San Antonio   | 3 500 000 $  |
| 2013-2014   | Spurs de San Antonio   | 3 762 500 $  |
| 2014-2015*  | Spurs de San Antonio   | 4 025 000 $  |
| 2015-2016   | Spurs de San Antonio   | 10 000 000 $ |
| 2016-2017   | Spurs de San Antonio   | 10 000 000 $ |
| 2017-2018   | Spurs de San Antonio   | 10 000 000 $ |
| 2018-2019   | Raptors de Toronto     | 10 000 000 $ |
| 2019-2020   | Lakers de Los Angeles  | 14 634 146 $ |
| 2020-2021   | 76ers de Philadelphie  | 15 365 854 $ |
| Total Gains | Total Gains            | 82 693 631 $ |

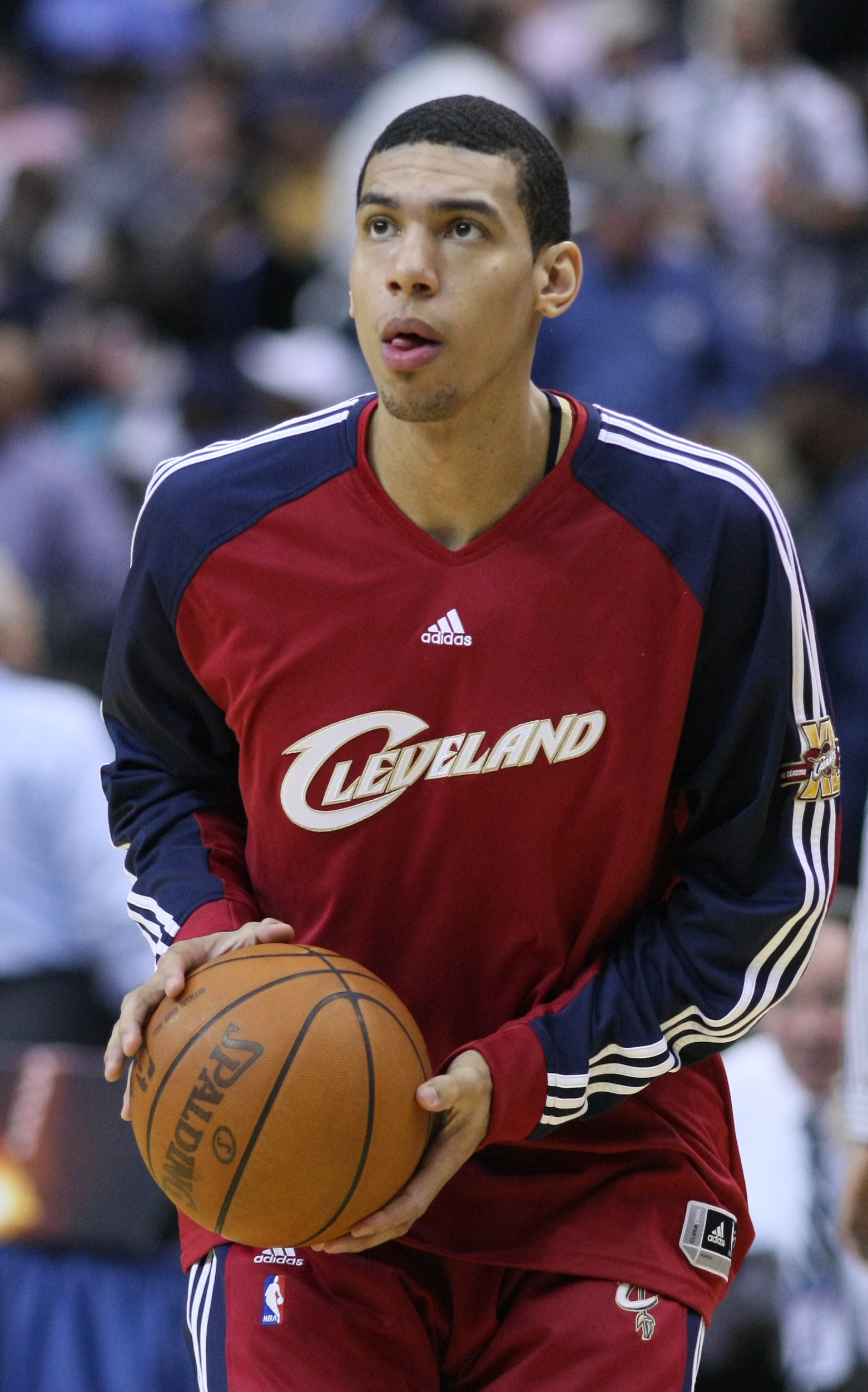
Danny Green novembre 2009.

Note : * Pour la saison 2014-2015, le salaire moyen d'un joueur évoluant en NBA est de 4 500 000 $.

## Pour approfondir